# Jüdischer Friedhof (Meinsdorf)

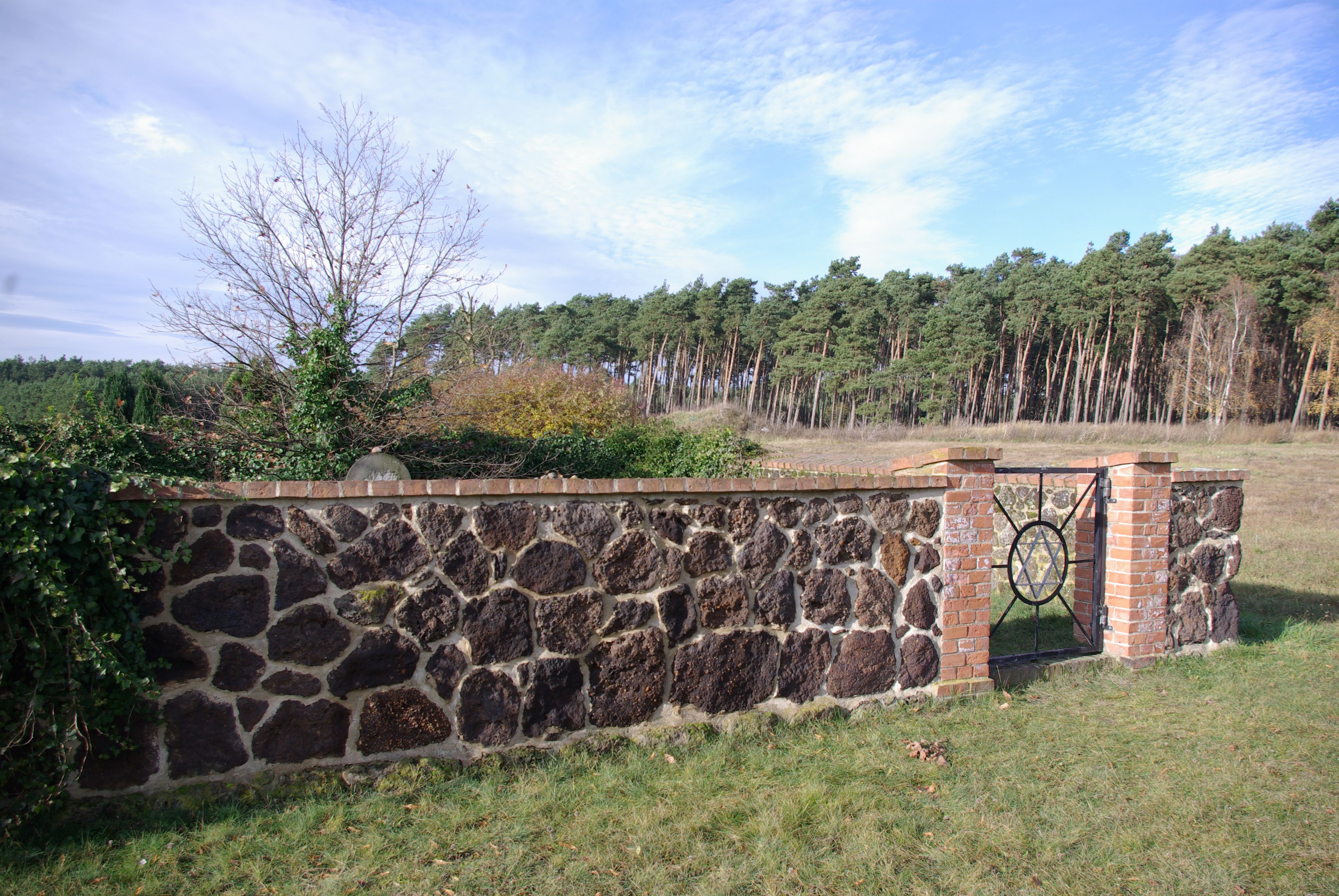
Jüdischer Friedhof in Meinsdorf

Der Jüdische Friedhof in Meinsdorf, einem Ortsteil der Gemeinde Niederer Fläming im Landkreis Teltow-Fläming in Brandenburg (Deutschland), wurde vermutlich um 1850 angelegt. Der jüdische Friedhof, der neben dem kommunalen Friedhof liegt, ist ein geschütztes Baudenkmal.

## Geschichte
Der jüdische Friedhof wurde von dem Handelsmann und Schächter Alexander Jablonsky aus Calau angelegt. Im Jahr 1890 wurde der jüdische Friedhof dem kommunalen Friedhof angegliedert. Er ist mit einer eineinhalb Meter hohen Mauer umgeben. Auf dem zwei Ar großen Friedhof sind noch elf Grabsteine erhalten.